# Mercedes F1 W07 Hybrid
Der Mercedes F1 W07 Hybrid war der Formel-1-Rennwagen des Mercedes-Werksteams für die Formel-1-Weltmeisterschaft 2016. Er ist der achte Formel-1-Wagen von Mercedes insgesamt und der siebte der modernen Ära. Der Wagen wurde am 21. Februar 2016 über Twitter erstmals der Öffentlichkeit präsentiert. Erste Videos des Fahrzeuges waren bereits am 19. Februar 2016 zu sehen, als damit im Rahmen eines Filmtages in Silverstone einige Runden zurückgelegt wurden. Die Bezeichnung F1 W07 Hybrid steht für Mercedes F1, das bei Mercedes-Benz traditionell nummerierte W für Wagen sowie die verwendete Motorentechnik.
Für die Entwicklung des Fahrzeugs zeichnete als Technischer Direktor Paddy Lowe gesamtverantwortlich. Angetrieben wurde der Rennwagen von dem weiterentwickelten 1,6-Liter-V6-Turbo-Hybridmotor von Mercedes AMG HPP aus der Vorsaison.
Mit dem F1 W07 Hybrid dominierte das Mercedes-Werksteam die Formel 1 ein drittes Jahr in Folge. Insgesamt gelangen 19 Grand-Prix-Siege, wovon neun durch den späteren Weltmeister Nico Rosberg eingefahren wurden und zehn durch Lewis Hamilton. Statistisch ist der W07 bezogen auf die Siegquote von 90,5 % das dritt-dominanteste Auto der Formel-1-Geschichte hinter dem Red Bull RB19 von 2023 (95,5 %) und dem McLaren MP4/4 von 1988 (93,8 %). Mit 765 WM-Punkten in einer Formel-1-Saison stellte Mercedes mit dem W07 damals einen neuen Rekord auf.

## Technik und Entwicklung
Der F1 W07 Hybrid war das Nachfolgemodell des Mercedes F1 W06 Hybrid. Das Auto stellte aufgrund des stabilen Reglements und der erfolgreichen Vorsaison eine Evolution des Vorgängermodells W06 dar. Das Fahrzeug wurde erneut von dem bewährten Technikerteam um Aldo Costa, Geoff Willis, Mark Ellis, John Owen, Loic Serra und Mike Elliott unter der Leitung von Technikchef Paddy Lowe entwickelt. Der optisch größte Unterschied gegenüber dem W06 bestand in dem Design der Airbox oberhalb des Fahrerhelms, welche breiter als beim Vorgängermodell ausfiel. Darüber hinaus wurden die bereits beschrittenen Designwege weiter ausgereizt: Die Seitenkästen noch enger an die inneren Komponenten angeschmiegt, das Heck weiter tailliert und der Bereich der Bardgeboards entwickelte sich mit immer ausgefalleneren Versionen zu einer neuen Spielwiese der Aerodynamiker.
Wie alle Formel-1-Fahrzeuge des Jahrgangs 2016 ist der F1 W07 Hybrid ein hinterradangetriebener Monoposto mit einem Monocoque aus kohlenstofffaserverstärktem Kunststoff (CFK). Neben dem Monocoque bestehen viele weitere Teile des Fahrzeugs, darunter die Verkleidung und Flügel aus CFK. Auch die Bremsscheiben sind aus einem hitzebeständigen kohlenstofffaserverstärktem Verbundmaterial. Die Einsatzreifen während der Saison 2016 stammten von Einheitslieferant Pirelli.
Angetrieben wurde der Wagen vom Mercedes-Benz PU106C Hybrid, der 2016er Ausbaustufe des seit 2014 verwendeten Mercedes-V6-Turbomotors. Bei der Weiterentwicklung der Power Unit konzentrierte sich Mercedes vor allem auf die Zuverlässigkeit und eine weitere Effizienzsteigerung. 
Wie alle Formel-1-Fahrzeuge der Saison 2016 war der W07 mit DRS ausgestattet.

## Lackierung und Sponsoring
Der Mercedes F1 W07 Hybrid war, in Anlehnung an die Mercedes-Silberpfeile, überwiegend silberfarbig gestaltet. Die Seitenkästen sowie Teile des Front- und Heckflügels waren wegen des Hauptsponsors Petronas cyanfarben lackiert, der obere Teil der Motorabdeckung, der hintere Teil der Seitenkästen und die Seitenplatten des Heckflügels waren schwarz. Neben Aufklebern der Daimler AG (mit der Marke Mercedes-Benz) fanden sich unter anderem Werbeschriftzüge von Epson, Hugo Boss und Pirelli auf dem Fahrzeug.

## Fahrer
Mercedes trat in der Saison 2016 erneut mit den Fahrern Lewis Hamilton und Nico Rosberg an. Testfahrer waren der Manor-Pilot Pascal Wehrlein und Esteban Ocon, der zunächst die DTM bestritt und in der zweiten Saisonhälfte Teamkollege von Wehrlein bei Manor war.

## Saisonverlauf

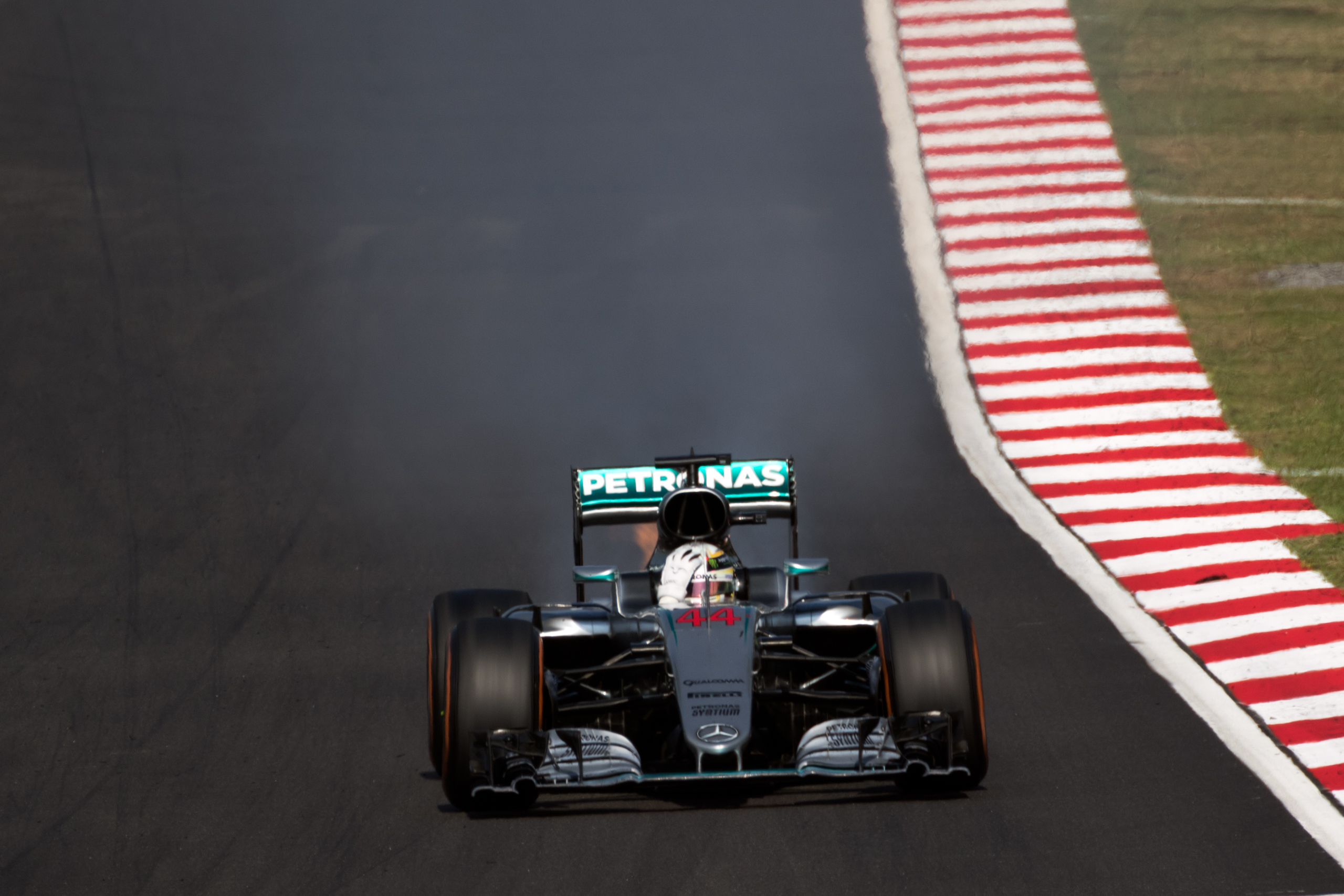
Lewis Hamilton fällt beim Malaysia-GP in Führung liegend mit kapitalem Motorschaden aus

Wie bereits die beiden Vorgängermodelle, war auch der W07 den anderen Fahrzeugen im Starterfeld überlegen. Lediglich die beiden Rennen in Spanien, wo beide in der ersten Runde kollidierten und ausschieden, und in Malaysia, wo Rosberg nach einer Kollision mit Sebastian Vettel in der ersten Kurve weit zurückfiel und Hamilton in Führung liegend einen Motorschaden erlitt, konnte Mercedes nicht gewinnen.
Das Team startete beim Großen Preis von Australien mit einem Doppelsieg von Rosberg vor Hamilton in die neue Saison. 
Rosberg startete insgesamt besser in die Saison und gewann noch drei weitere Rennen in Serie, auch weil Hamilton problematische Rennen mit Zwischenfällen und technischen Defekten erlebte. Bis zur Sommerpause konnte Hamilton das Momentum zunächst drehen und mit dem Sieg in Ungarn die WM-Führung übernehmen. 
Das Team führte in der Konstrukteurswertung nach zwölf Rennen mit 159 Punkten Vorsprung auf Red Bull Racing. Zudem stellte das Duo Hamilton/Rosberg in Ungarn mit 25 Doppelsiegen einen neuen Rekord auf; Schumacher/Barrichello fuhren für Ferrari einst 24 ein.
Rosberg gewann nach der Sommerpause drei Rennen in Folge und überholte Hamilton wieder in der WM. Nach einem weiteren Sieg in Suzuka hatte Rosberg vier Rennen vor Schluss 33 Punkte Vorsprung. Mercedes gewann bereits nach dem 17. Saisonrennen die Konstrukteurs-WM.
Obwohl Hamilton die abschließenden vier Rennen gewann, sicherte sich Rosberg durch jeweils zweite Plätze seine erste Weltmeisterschaft. Er ist nach Fangio und Hamilton der dritte Champion auf Mercedes-Benz in der Formel 1.
Das Team sammelte 765 Punkte, was ebenso einen neuen Rekord bedeutete, wie die 19 Rennsiege und 20 Pole-Positions in einer Saison. Zusätzlich fuhren die Piloten achtmal die schnellste Rennrunde.

## Ergebnisse
| Fahrer                          | Nr.                             | 1 | 2 | 3 | 4 | 5   | 6 | 7 | 8 | 9 | 10 | 11 | 12 | 13 | 14 | 15 | 16  | 17 | 18 | 19 | 20 | 21 | Punkte | Rang |
| ------------------------------- | ------------------------------- | - | - | - | - | --- | - | - | - | - | -- | -- | -- | -- | -- | -- | --- | -- | -- | -- | -- | -- | ------ | ---- |
| Formel-1-Weltmeisterschaft 2016 | Formel-1-Weltmeisterschaft 2016 |   |   |   |   |     |   |   |   |   |    |    |    |    |    |    |     |    |    |    |    |    | 765    | 1.   |
| L. Hamilton                     | 44                              | 2 | 3 | 7 | 2 | DNF | 1 | 1 | 5 | 1 | 1  | 1  | 1  | 3  | 2  | 3  | DNF | 3  | 1  | 1  | 1  | 1  | 765    | 1.   |
| N. Rosberg                      | 6                               | 1 | 1 | 1 | 1 | DNF | 7 | 5 | 1 | 4 | 3  | 2  | 4  | 1  | 1  | 1  | 3   | 1  | 2  | 2  | 2  | 2  | 765    | 1.   |

| Legende  | Legende            | Legende                                                          |
| Farbe    | Abkürzung          | Bedeutung                                                        |
| -------- | ------------------ | ---------------------------------------------------------------- |
| Gold     | –                  | Sieg                                                             |
| Silber   | –                  | 2. Platz                                                         |
| Bronze   | –                  | 3. Platz                                                         |
| Grün     | –                  | Platzierung in den Punkten                                       |
| Blau     | –                  | Klassifiziert außerhalb der Punkteränge                          |
| Violett  | DNF                | Rennen nicht beendet (did not finish)                            |
| Violett  | NC                 | nicht klassifiziert (not classified)                             |
| Rot      | DNQ                | nicht qualifiziert (did not qualify)                             |
| Rot      | DNPQ               | in Vorqualifikation gescheitert (did not pre-qualify)            |
| Schwarz  | DSQ                | disqualifiziert (disqualified)                                   |
| Weiß     | DNS                | nicht am Start (did not start)                                   |
| Weiß     | WD                 | zurückgezogen (withdrawn)                                        |
| Hellblau | PO                 | nur am Training teilgenommen (practiced only)                    |
| Hellblau | TD                 | Freitags-Testfahrer (test driver)                                |
| ohne     | DNP                | nicht am Training teilgenommen (did not practice)                |
| ohne     | INJ                | verletzt oder krank (injured)                                    |
| ohne     | EX                 | ausgeschlossen (excluded)                                        |
| ohne     | DNA                | nicht erschienen (did not arrive)                                |
| ohne     | C                  | Rennen abgesagt (cancelled)                                      |
| ohne     | keine WM-Teilnahme |                                                                  |
| sonstige | P/fett             | Pole-Position                                                    |
| sonstige | 1/2/3/4/5/6/7/8    | Punktplatzierung im Sprint-/Qualifikationsrennen                 |
| sonstige | SR/kursiv          | Schnellste Rennrunde                                             |
| sonstige | *                  | nicht im Ziel, aufgrund der zurückgelegten Distanz aber gewertet |
| sonstige | ()                 | Streichresultate                                                 |
| sonstige | unterstrichen      | Führender in der Gesamtwertung                                   |

## Galerie

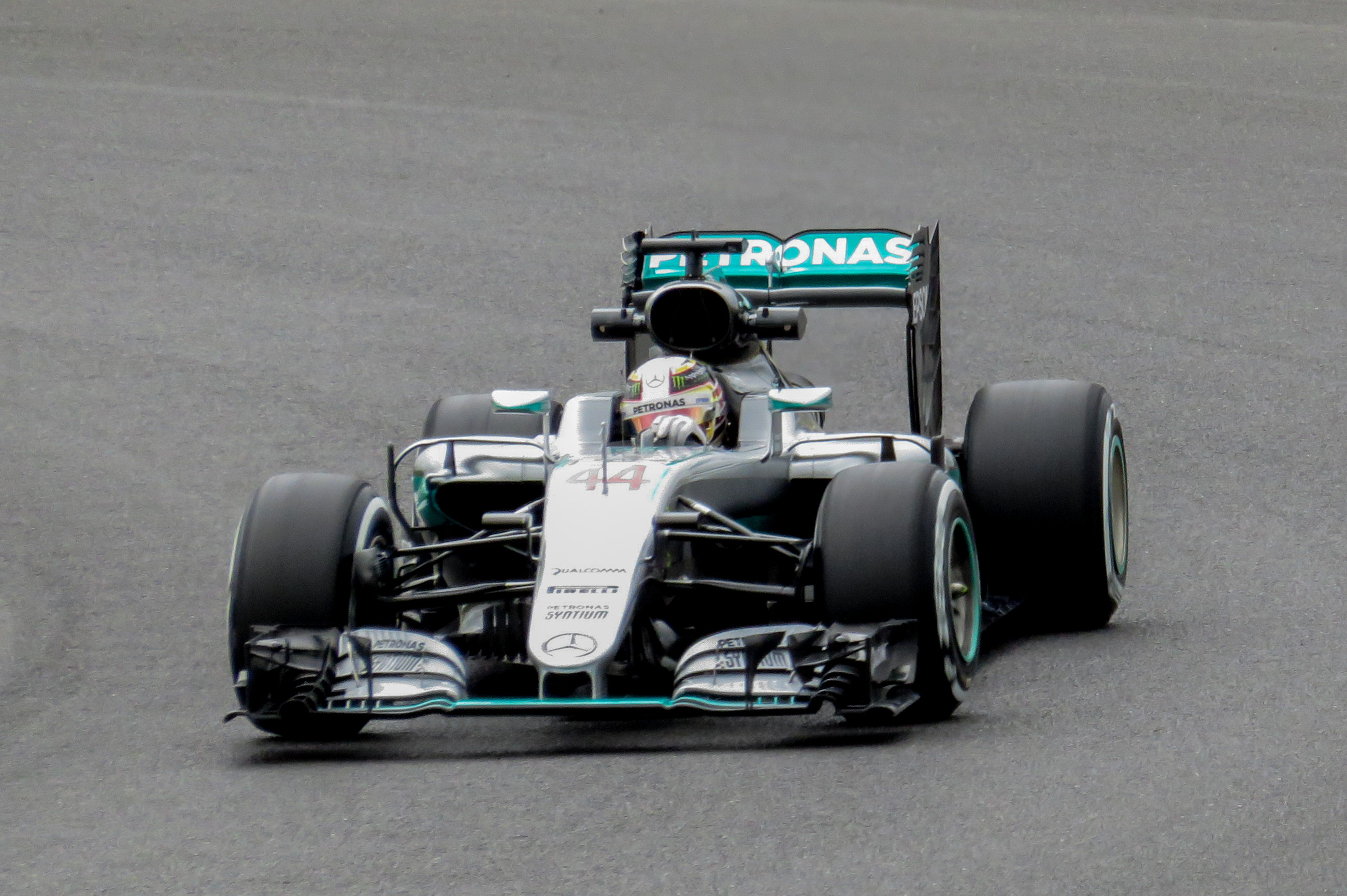
Lewis Hamilton im neuen F1 W07 Hybrid der Saison 2016
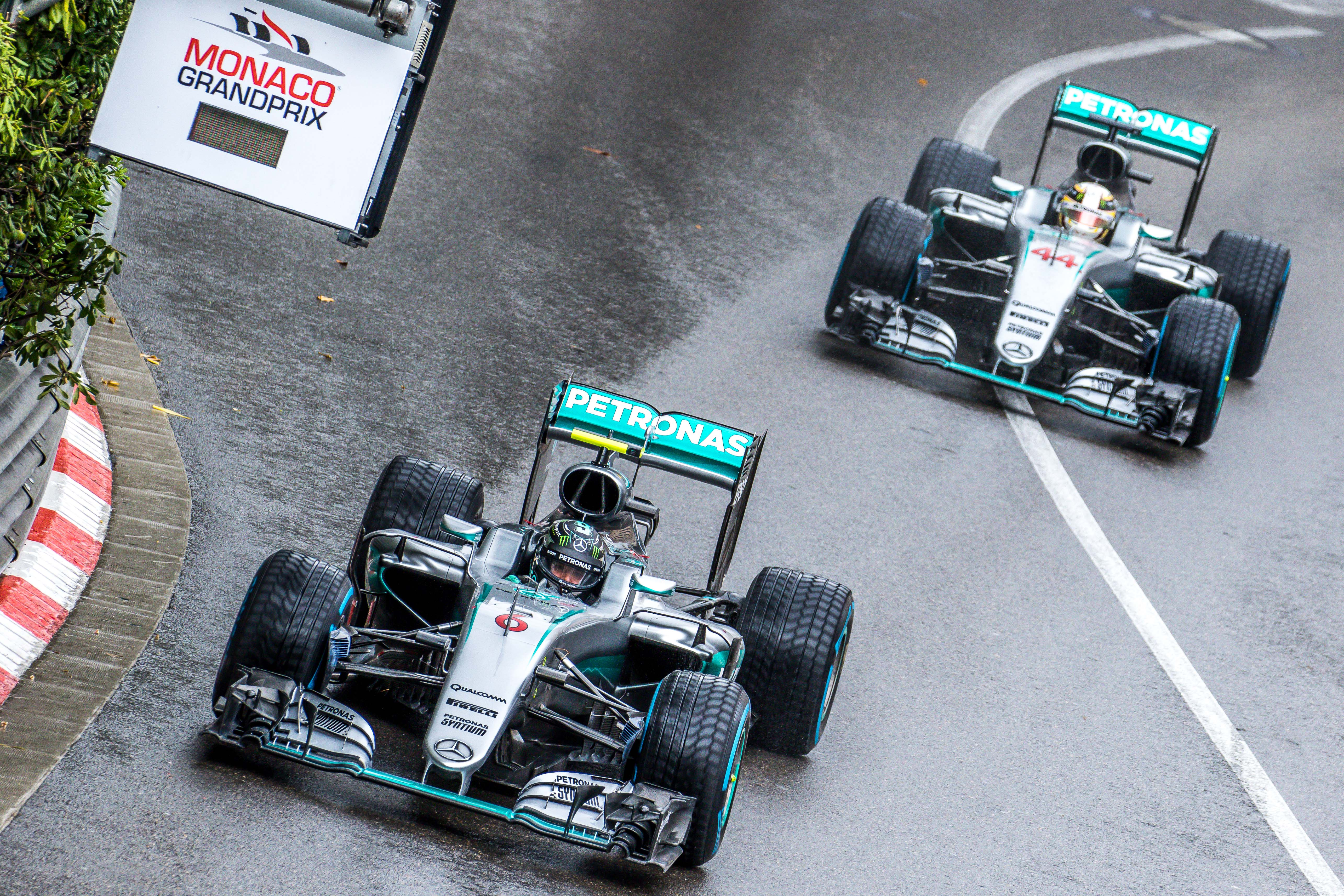
Rosberg und Hamilton beim Großen Preis von Monaco
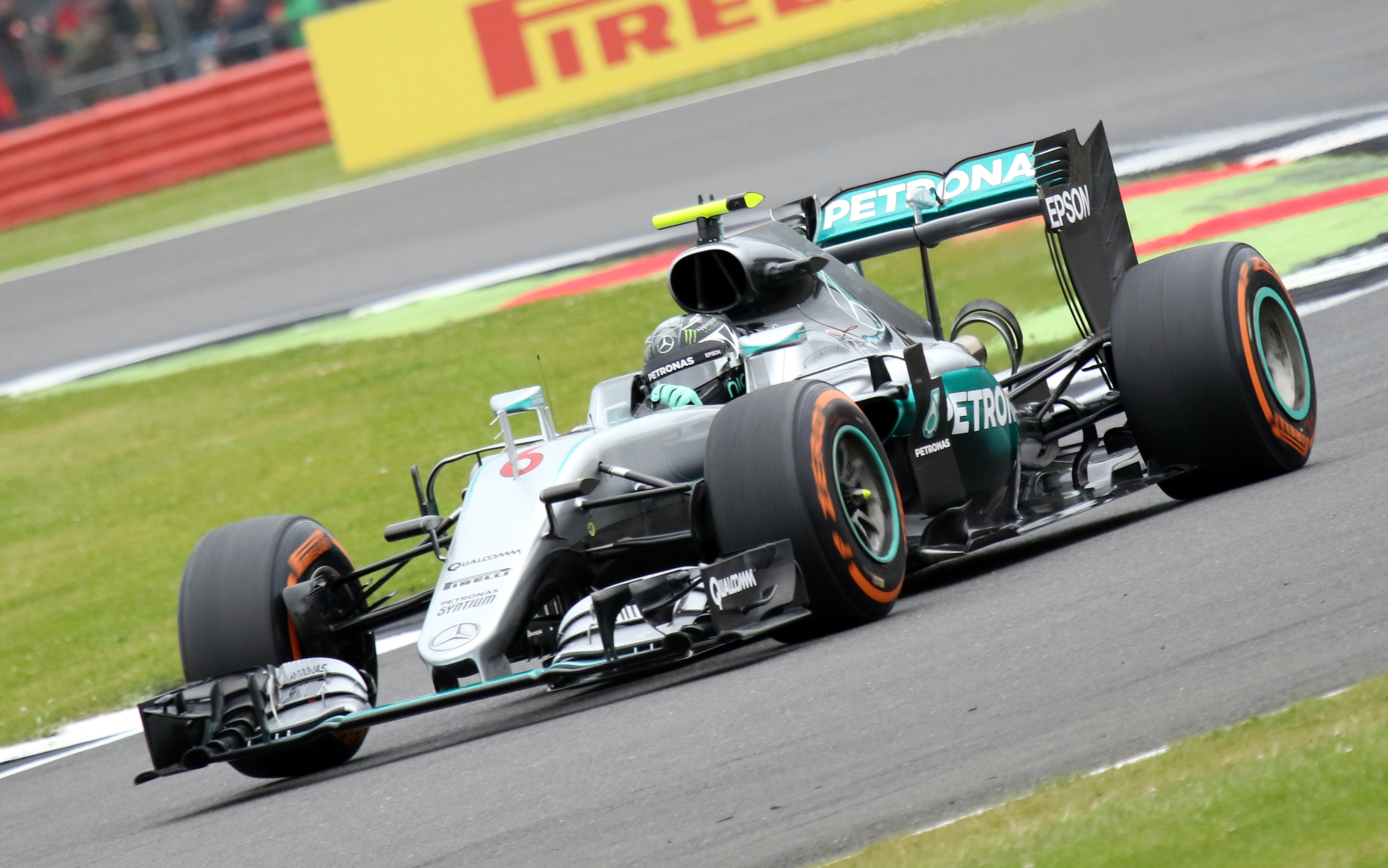
Rosberg mit dem W07 im Freien Training des britischen GP
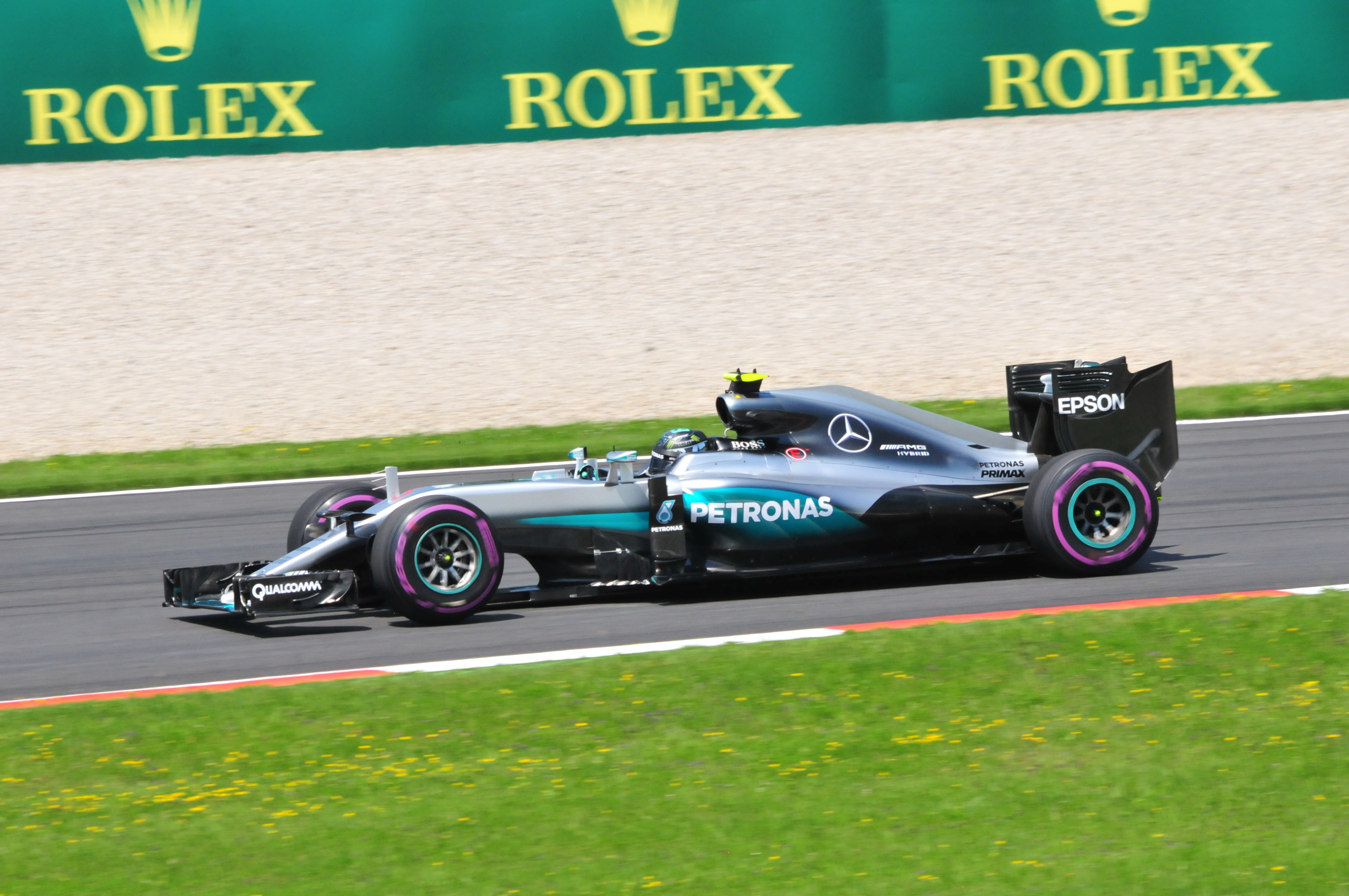
Rosberg beim Österreich-GP in Spielberg
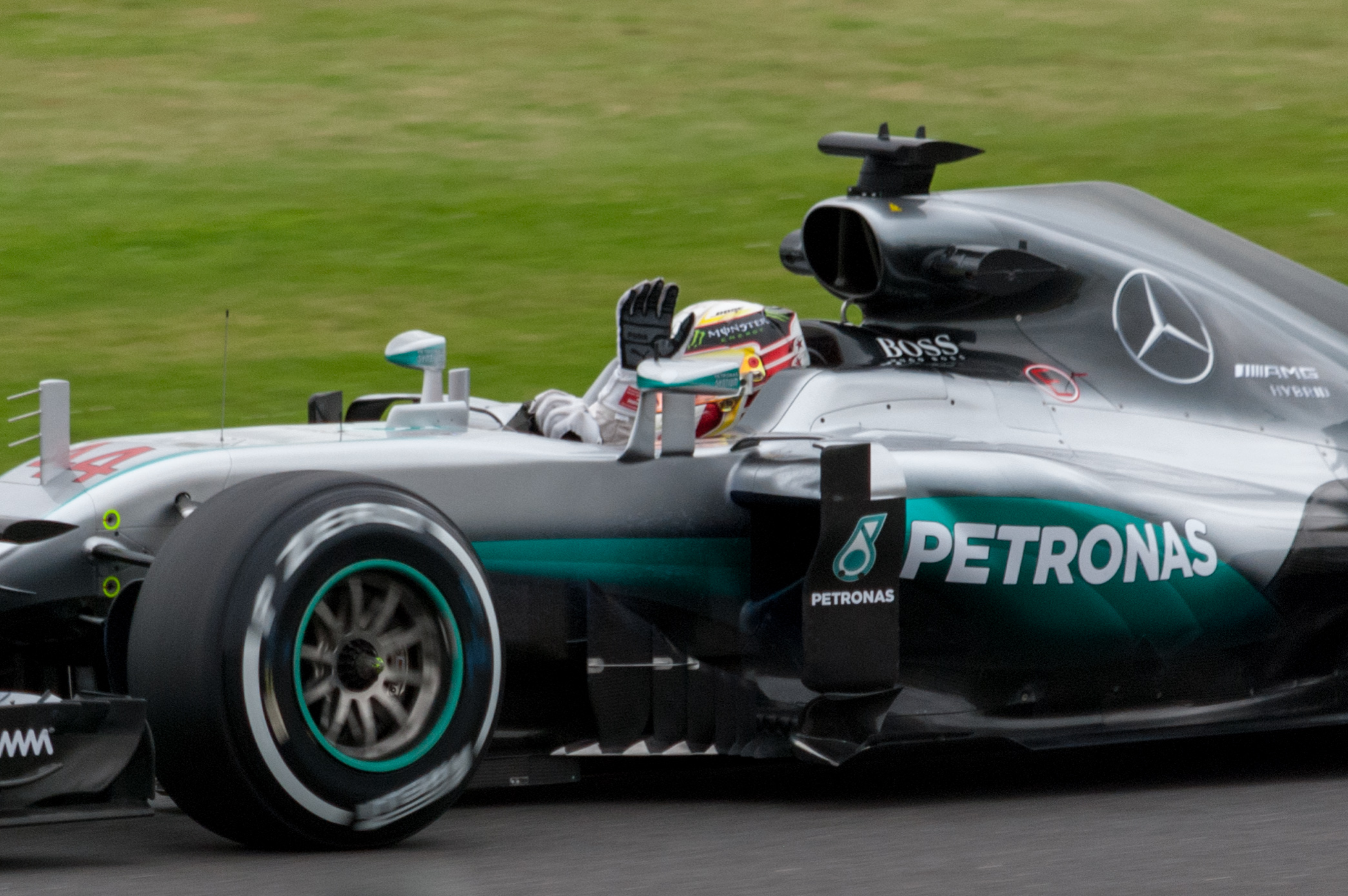
Detailaufnahme der Bardgeboards und des Cockpits am F1 W07 Hybrid
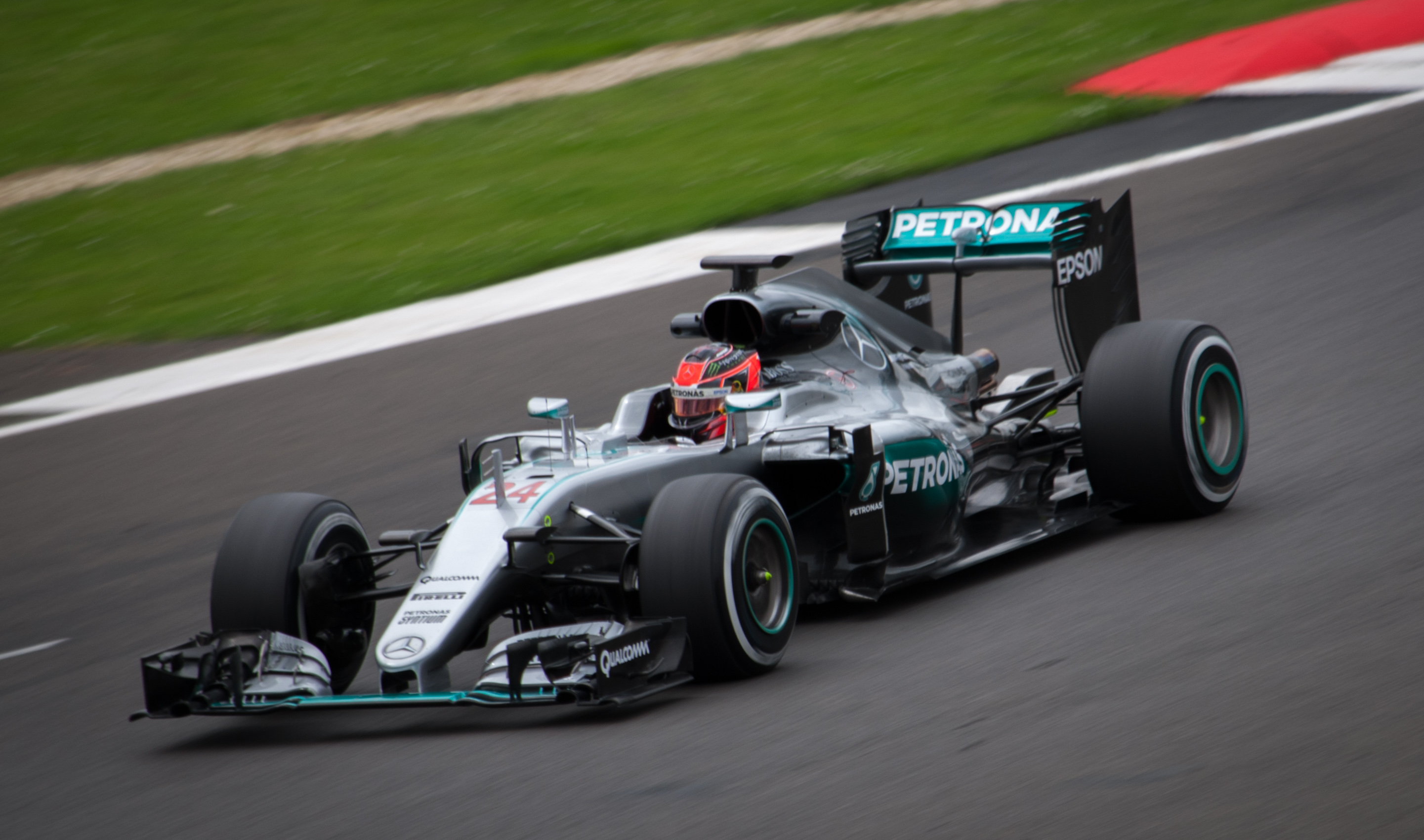
Esteban Ocon im W07 bei Testfahrten in Silverstone